# Baugesellschaft Olten

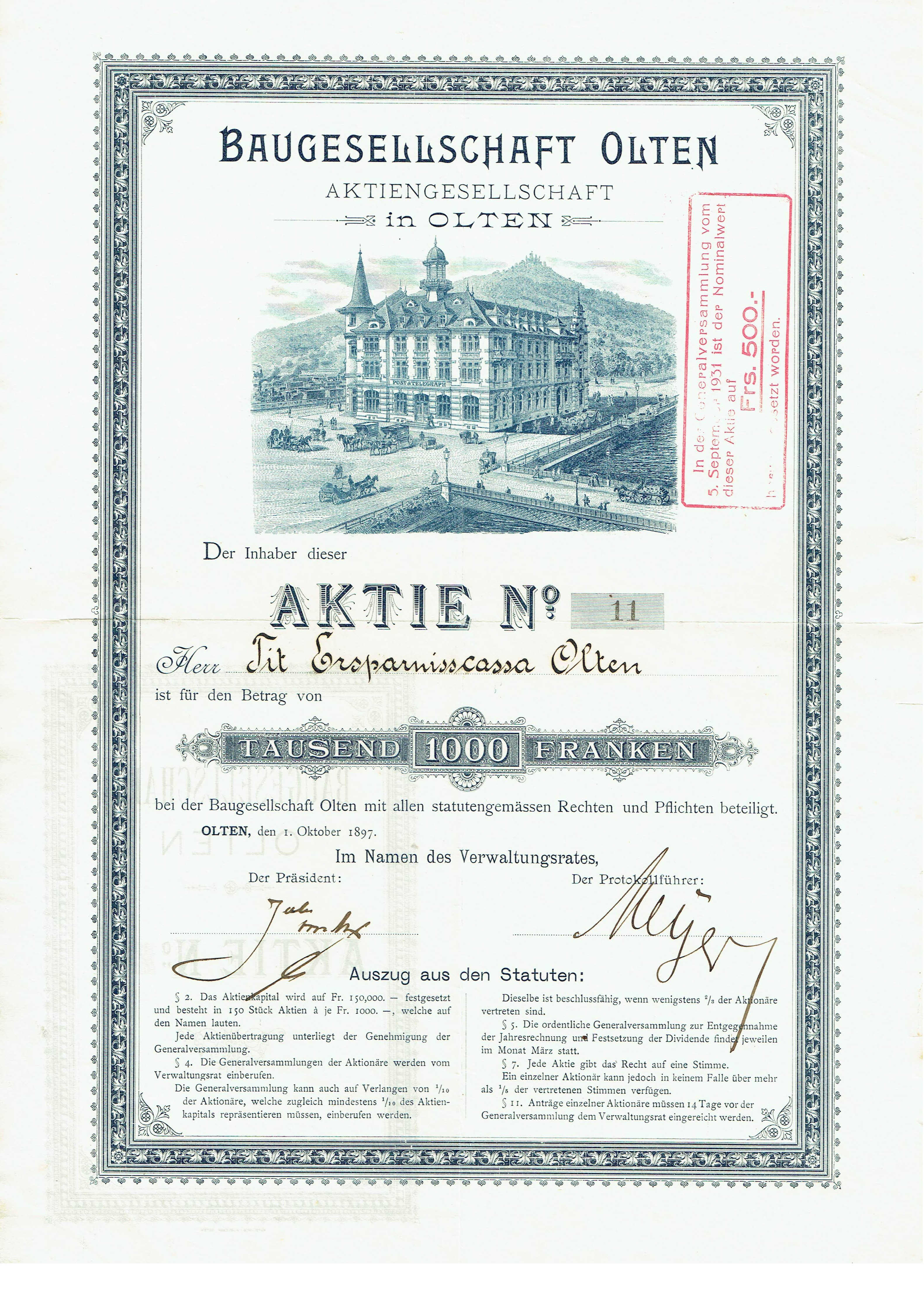
Aktie über 1000 Franken der Baugesellschaft Olten AG vom 1. Oktober 1897 mit Darstellung des neuen Gebäudes für die Post, dem Telegraph und dem Elektrizitätswerk Olten

Die Baugesellschaft Olten AG bestand von 1897 bis 1988 und wandelte sich von einer Baugesellschaft zu einer Verwaltungs- und Finanzgesellschaft während dieser Zeit.

## Geschichte
In Olten wurde das alte Postgebäude zu klein und die Postdirektion erwog, ihre Ämter in Aarau oder Zofingen zu zentralisieren. Auf Initiative des Oltner Stadtammanns Casimir von Arx kam es deshalb 1897 zur Gründung der  Baugesellschaft Olten AG, die ein neues Gebäude mit Räumen für die Post, den Telegraph, dem Elektrizitätswerk Olten sowie Privatwohnungen errichtete. An dem Aktienkapital von sFr. 150.000 beteiligten sich die Ersparniskasse und die Solothurner Kantonalbank jeweils mit sFr. 25 000. Ende 1898 waren alle Mieter in das neue Gebäude eingezogen.
Nach dem Verkauf des Postgebäudes an den Bund im Jahre 1929 minderten hohe Steuern und Abgaben den Ertrag der Gesellschaft. Zur Einsparung von Steuern wurde 1931 der Aktiennennwert von sFr. 1000 auf sFr. 500 reduziert unter gleichzeitiger Ausgabe von 200 Obligationen à sFr. 500 an die Aktionäre.
Die Baugesellschaft Olten hat in der folgenden Zeit ein ganzes Stadtquartier erstellt, das heute noch mit seinen markanten Bauten das Gesicht des rechten Aareufers prägt. Die Häuserzeile vom Bahnhofplatz bis zum Verwaltungsgebäude der ATEL, ebenso wie die Gebäude Postgasse und Bahnhofstrasse sind das Werk dieser AG.
Die letzten von der Gesellschaft errichteten Häuser wurden 1966 fertiggestellt. Das Aktienkapital der Gesellschaft betrug immer noch nur sFr. 200 000. Die
Banken lehnten deshalb die nötigen Baukredite und Hypotheken ab, um neue Projekte realisieren zu können. Somit veränderte sich die Baugesellschaft zu einer Verwaltungs- und Finanzgesellschaft. 1988 übernahm die PTT die Baugesellschaft Olten AG mit den verbliebenen Liegenschaften und löste sie auf.